# Park-Kyung-ni-Literaturpreis
Der Park-Kyung-ni-Literaturpreis ist ein internationaler Literaturpreis, der im Jahr 2011 zu Ehren der Schriftstellerin Park Kyung-ni ins Leben gerufen wurde, die vor allem bekannt ist durch ihre Romanserie Land (토지 Toji). Die Toji Foundation of Culture ist Gründer wie auch Sponsor des Literaturpreises.
Der Preis ist mit 100 Millionen Won dotiert (Stand 2018).

## Preisträger
- 2011 – Choi In-hun (최인훈)
- 2012 – Ljudmila Ulizkaja (Людмила Улицкая)[2]
- 2013 – Marilynne Robinson
- 2014 – Bernhard Schlink
- 2015 – Amos Oz
- 2016 – Ngũgĩ wa Thiong’o
- 2017 – A. S. Byatt
- 2018 – Richard Ford
- 2019 – Ismail Kadare
- 2020 – Yun Heung-gil
- 2022 – Amin Maalouf
- 2023 – Christoph Ransmayr
- 2024 – Sylvie Germain

(Quelle:)